# 3203 Huth
3203 Huth eller 1938 SL är en asteroid i huvudbältet som upptäcktes den 18 september 1938 av den tyske astronomen Cuno Hoffmeister vid Sonneberg-observatoriet. Den är uppkallad efter astronomen Hans Huth.
Asteroiden har en diameter på ungefär 4 kilometer.